# 調査書 (進学と就職)
進学や就職の場合における調査書（ちょうさしょ）とは、在学生や卒業生の学習活動や学校生活について教員が記載した文書のことで、進学就職先の選考資料のひとつである。俗に内申書（ないしんしょ）とも呼ばれる。

## 概要
入学者選抜試験を行うに当たっては、各教科・科目の評定ほか、調査書の記載内容を点数化して処理し、評価の対象とすることがある。この点数のことを、俗に内申点（ないしんてん）と呼び、一般に、受験生の合否に影響する。
記載される内容が類似している文書には、指導要録や通知表などがある。通知表は学校が学習者本人や保護者にあてた書面であり、指導要録は学校が作成する幼児・児童・生徒の記録である。指導要録については、転校・転学先の学校に写しが送付され、その後の教育活動に用いられるが、調査書と性質を異にする別のものである。

## 小学校が作成する調査書
義務教育制度との関係から、多くの公立の中学校では、無試験入学が実施されている。このため、選考資料として調査書が必要なものは、入学試験等を実施する中学校・中等教育学校に提出する際に限られる。通知表の写しで代替できる学校が増えているため、調査書を要求する学校は年々減少傾向にある。このことからも選考資料としての重きはなく、出席日数等を確認する程度である。

## 中学校が作成する調査書
俗に言われる内申書とは、多くの場合でこれを示す。過去、中学校から高等学校等に送られていたものは生徒と保護者にその内容が開示されない秘密文書とされており、文字通り、内部申告書であったためである。しかし2018年現在では、生徒とその保護者に開示され、その記載内容に間違いがないかの確認がされる、あるいは、生徒とその保護者から請求があれば開示されることがあるものとなっており、秘密性は薄くなっている。
調査書は、ほとんどの高等学校等の受験時に必要である。受験生の各教科の評定、特別活動の記録、出欠の記録、総合所見、資格などが記載される。入学者選抜を行う高等学校等は、これらの記載に基づいて受験生の評価を行う。調査書に基づく受験生に対する評価は、入学者選抜を行う高等学校等で点数化されて（調査書点）処理される。
調査書は、指導要録の記載事項に基づいて記載される。この際、指導要録の「指導に関する記録」は、その保存年限が5年であるため、卒業後5年を経過すると、中学校から調査書の発行が受けられなくなるので注意が必要である。
調査書の様式や記載内容などの規格は、おおむね各都道府県ごとに公立・私立別に定まっていることが多く、どの学年のどの時期までの教科の評定を記載するかや、文章による総合所見の記入方法などが統一されている。また、学力検査（入学試験）の点数と調査書点の比重は、各学校が定めている。
東京都立の高校であるチャレンジスクールでは調査書を入学者選抜に用いていない。
2001年度以前は、教科の評価方法には相対評価が用いられていたため、どの学校でも、どの教科においても、それぞれの評定値は一定の割合であった。しかし、2002年度から評価方法が絶対評価に変わったことにより、例えば評定5の生徒の評価対象者に占める割合が、ある中学校では10%、別の中学校では25%ということも起こるようになった。これは、単純に相対評価で規定されていた人数の割合に関する規定がなくなったからというだけでなく、それぞれの中学校のそれぞれの教科によって、観点別評価や評定のつけ方が異なっていることにもよる。したがって現状では、各中学校によって、評価「A」や評定「5」が持つ意味合いが異なる。
誤って調査書の点数が書き換えられることによって、本来なら合格点だった高校に合格できなくなった事例や、成績を低く記載されたことによって、奨学金が受けられなくなった事例、調査書が取り違えられたことで、本来は合格点に到達していた学校に不合格となった事例もある。
調査書を入学者の選抜のための資料とする場合は、校長は、調査書をその生徒の進学しようとする学校の校長に送付しなければならない（学校教育法施行規則第78条）。東京都などのように、生徒・保護者を介して調査書を送付する場合には、発行された調査書は厳封され、高等学校等の校長宛の親展文書となり、生徒や保護者が開封あるいは毀損すると調査書は無効になる（ただし再発行はできる）。茨城県や新潟県などでは、中学校から高等学校等への調査書の送付は、入学願書等とあわせて学校が直接行うので、生徒や保護者は、厳封となった調査書に触れる機会がないので、このようなトラブルは起こらない。

## 高等学校が作成する調査書
大学等への受験の際に必要であるが、内容の取り扱いは学校や学部・学科、入試形態等により様々である。しかし、一般に推薦入試においては評定や特別活動の記録をはじめ、全項目にわたって重視される。
なお中学校同様、調査書や成績証明書といった書類は卒業後5年が経過すると、生徒指導要録及び文部省通達に基づき、発行されなくなる学校が多い。平成5年度に高等学校生徒指導要録改が改正され、平成6年から適用されたため、学校によっては、入学年度によって発行可能期間が5年を超える場合もある。しかしながら一律で5年としている場合もあるため、書類が必要な場合、出身校に問い合わせた方が良い。
大学受験等に用いる場合、調査書や成績証明書が発行できない場合、卒業証明書と「調査書及び成績証明書発行不能証明書」を発行してもらえば、受験資格があることを確認できる。

## 大学が作成する調査書
大学院への入学の際に必要とされることがある。

## 調査書（内申書）における過去のトラブル
調査書（内申書）が過去において、特に教職員などによって過度な指導や脅迫的な指導に使われる例が多々見られたと言われ、実際に報道機関に取り上げられた事例もあった。また、調査書（内申書）をめぐって裁判となった事例もある。